# Burni Blangbebeke
Burni Blangbebeke är ett berg i Indonesien.   Det ligger i provinsen Aceh, i den västra delen av landet, 1 600 km nordväst om huvudstaden Jakarta. Toppen på Burni Blangbebeke är 2 310 meter över havet, eller 56 meter över den omgivande terrängen. Bredden vid basen är 0,65 km.
Terrängen runt Burni Blangbebeke är kuperad åt nordväst, men åt sydost är den bergig. Runt Burni Blangbebeke är det mycket glesbefolkat, med 5 invånare per kvadratkilometer. I omgivningarna runt Burni Blangbebeke växer i huvudsak städsegrön lövskog.